# Vouga-Klasse
Die Vouga (auch Douro)-Klasse war eine Zerstörerklasse der portugiesischen Marine und eine Weiterentwicklung des Versuchszerstörers Ambuscade der Royal Navy. Zwei der sieben Zerstörer der Klasse lieferte Yarrow 1933 an Portugal. Die anderen Schiffe entstanden nach den Plänen von Yarrow und mit in Großbritannien gefertigten Maschinen und Waffen bis 1936 auf der Staatswerft in Lissabon.

Die beiden ersten Lizenzbauten wurden schon vor Fertigstellung unter Vermittlung von Yarrow nach Kolumbien weiterverkauft und waren dort von 1934 bis 1961 als Antioquia-Klasse im Dienst.

Die fünf Schiffe der portugiesischen Marine wurden mehrfach modernisiert und zwischen 1959 und 1967 ausgesondert.

## Baugeschichte
Erste Nachkriegsaufträge der britischen Royal Navy für Zerstörer war 1924 eine Ausschreibung für neue Zerstörer, aus der nur Aufträge für zwei Prototypen erteilt wurden. Die Werft von John I. Thornycroft erhielt den Auftrag für die Amazon und entwickelte daraus die Zerstörer der chilenischen Serrano-Klasse, von denen sie sechs lieferte.

Auch Yarrow, die Bauwerft des zweiten Prototyps Ambuscade, versuchte Abwandlungen ihres Entwurfs zu verkaufen und konnte 1931 einen Auftrag der portugiesischen Regierung requirieren. Allerdings sollten nur zwei der Schiffe vollständig am Clyde gebaut werden. Die drei weiteren Schiffe entstanden unter Bauaufsicht von Yarrow auf der Staatswerft in Lissabon. Yarrow lieferte für diese Schiffe die Maschinenanlagen und vermittelte den Ankauf weiterer Ausrüstungsteile in Großbritannien.

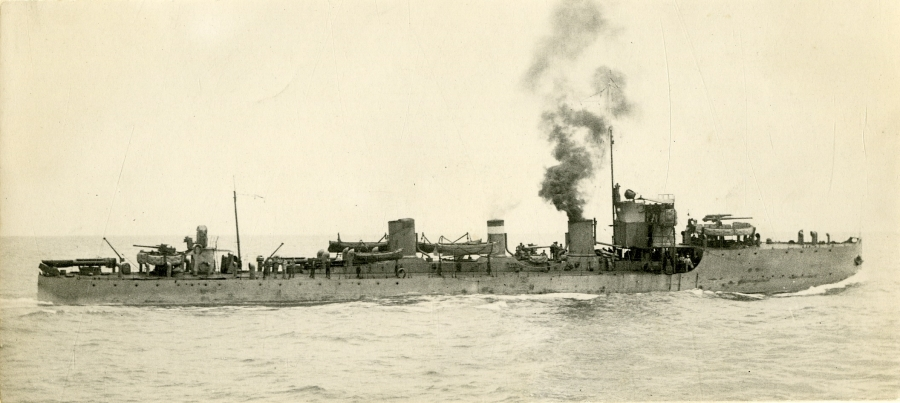
Die Guadiana
der ersten portugiesischen Zerstörerklasse

Die portugiesische Marine hatte bis zu diesem Auftrag fünf Zerstörer in Dienst gestellt. Der erste war das 1906 von der Staatswerft in Lissabon fertiggestellte Einzelschiff Tejo, dem dann die vier auf derselben Werft nach Yarrow-Plänen aus vorgefertigten Sektionen montierten Schiffe der Douro-(auch Guadiana)-Klasse von 1913 bis 1924 folgten.
Die neuen portugiesischen Boote waren über alles 98,5 m lang, 9,45 m breit, hatten einen Tiefgang von 3,35 m und entsprachen etwa den britischen Zerstörern der A- und B-Klasse. Sie verdrängten 1219 t, maximal 1563 t. Drei Heißdampfkessel der Bauwerft versorgten zwei Parsons-Turbinensätze mit einem Curtiss-Getriebe, die bis zu 33.000 PS leisteten und über zwei Propeller eine Höchstgeschwindigkeit von 36 Knoten ermöglichten. Wie der Ausgangstyp Ambuscade verfügten die Zerstörer der Vouga-Klasse über Marschturbinen.

Die Hauptbewaffnung bestand aus vier 4,7-Zoll-(12-cm)-Geschütze der Armstrong-Exportversion „G“ des britischen Standardzerstörergeschützes. Für die Flugzeugabwehr wurden drei 2-pdr-(40-mm)-Flak der Exportversion Vickers Mk VIII installiert. Die beiden Vierfachsätze für 21-Zoll-Torpedos entsprachen den britischen Standardzerstörern. Zur U-Boot-Abwehr waren zwei Werfer und zwölf Wasserbomben als Normalausstattung an Bord. Die Schiffe waren vorgerüstet für 20 Minen, deren Transport allerdings den Schwerpunkt der Schiffe ungünstig veränderten. Die britischen Zerstörer gaben daher seit dem Ersten Weltkrieg in der Regel bei Mineneinsätzen Teile der Artillerie von Bord.
Im Herbst 1931 erfolgte die Kiellegung der beiden mit den Baunummern 1624/1625 von Yarrow zu bauenden Schiffe des Auftrags auf der Werft im Glasgower Stadtteil Scotstoun. 1932 begann der Bau der ersten beiden Lizenzbauten in Lissabon. Grenzstreitigkeiten zwischen Kolumbien und Peru im Herbst 1932 führten zu einer Änderung der geplanten Abwicklung der Aufträge. Die Regierung Kolumbiens wünschte eine schnelle Verstärkung ihrer Marine. Durch Vermittlung von Yarrow wurden am 27. März 1933 die beiden unfertigen Schiffe in Lissabon, Tejo und Douro, an Kolumbien verkauft und Ersatzschiffe von Portugal in Auftrag gegeben.

Die in Glasgow gebauten Zerstörer Vouga und Lima wurde am 24. Juni und im Oktober 1933 von der portugiesischen Marine übernommen. Im Februar und April 1934 erfolgte dann die Fertigstellung der an Kolumbien verkauften Neubauten als Antioquia und Caldas. Die drei weiteren Schiffe der Vouga-Klasse wurden am 5. Januar (Dão) und 12. Oktober 1935 (Tejo) sowie am 11. März 1936 (Douro) in Lissabon fertiggestellt.

Alle portugiesischen Schiffe erhielten Namen portugiesischer Flüsse, wobei Tejo, Douro und Vouga zuvor auch schon Zerstörer der portugiesischen Marine benannt waren. Die vorangehende Tejo war das vorgenannte Einzelschiff von 522 ts und der erste in Portugal gebaute Zerstörer. Sie war von 1904 bis 1910 als Torpedokanonenboot, 1917 bis 1927 zum Zerstörer umgebaut bei der Flotte und mit 25 kn lange ihr schnellstes Schiff. Die vorangegangenen Zerstörer Douro und Vouga waren Schiffe der vorgenannten 670 ts großen Douro-/Guadiana-Klasse und von 1913 bis 1927 bzw. von 1920 bis 1931 im Dienst der Portugiesischen Marine.

## Die Schiffe im Portugiesischen Dienst

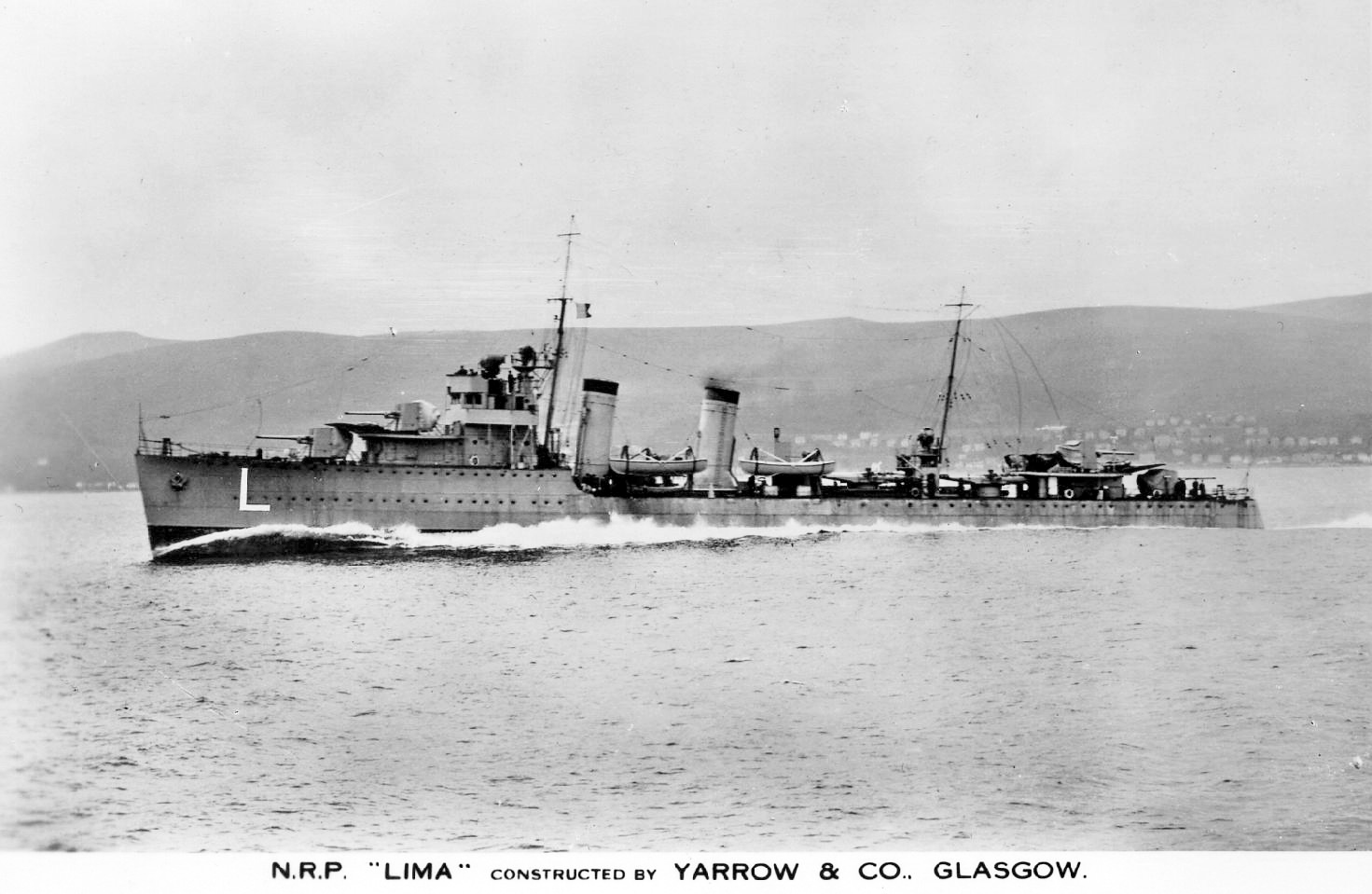
Die Lima

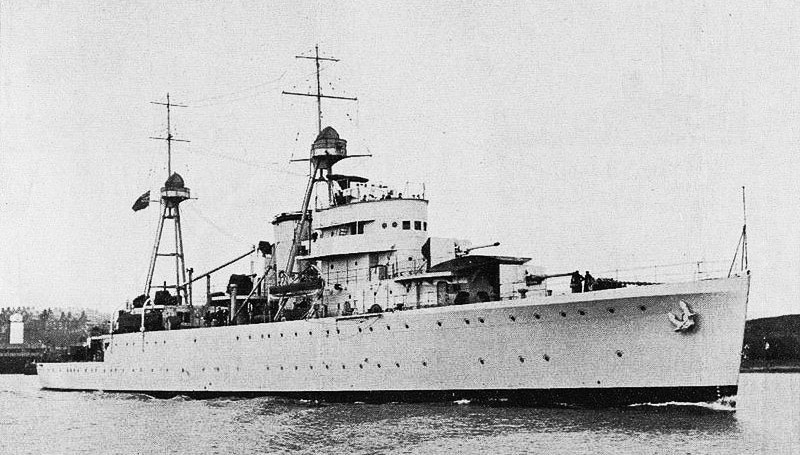
Die Afonso de Albuquerque

1936 waren die fünf Zerstörer der Klasse im Dienst. Auf ihren Rümpfen führten sie den ersten Buchstaben ihres Namens (Dăo = D, Douro = DR).
Am 8. September 1936 rebellierten Seeleute der Avisos Afonso de Albuquerque und Bartolomeu Dias sowie des Zerstörers Dao auf dem Tejo und versuchten nach der Ausschaltung ihrer Offiziere auszulaufen, um auf Seiten der Spanischen Republik gegen Franco zu kämpfen. An der Mündung des Tejo wurden die Meuterer von den portugiesischen Festungen Almada und Alto do Duque unter Beschuss genommen und gaben auf. Während der „Revolta na Marinha“ starben zehn Seeleute, viele der Meuterer wurden in das Campo do Tarrafal und in andere Überseegebiete verbannt.
Als Portugal im Zweiten Weltkrieg neutral blieb, war eine der Hauptaufgaben der portugiesischen Marine die Sicherung der Azoren gegen eine Invasion. Portugal verstärkte bis 1941 systematisch die Sicherung der Inseln durch Bodentruppen und Luftstreitkräfte und stationiert dort Zerstörer und sonstige Schiffe. Auch Madeira und die Kap Verden wurden in geringerem Umfang ebenfalls militärisch verstärkt. Die West-Alliierten hatten wie auch die Achsenmächte Pläne zur Besetzung der portugiesischen Inseln entwickelt, setzten diese jedoch nicht um, da die Verteidigungsbereitschaft der Portugiesen ernst genommen wurde.

Zerstörer der Vouga-Klasse wurden an den Azoren immer für eine Zeit stationiert und wechselten ihre Stationen immer wieder. Auf ihren Überführungsfahrten und bei der Sicherung des Seeraumes um die Azoren retteten sie immer wieder auch alliierte Seeleute, die nach U-Boot-Angriffen schiffbrüchig mit Booten oder Flößen auf dem Nordatlantik trieben. Dabei erhielten sie zum Teil Informationen der Alliierten, um gezielt nach Schiffbrüchigen suchen zu können.

Als am 12. Oktober 1943 die Briten mit der Operation Alacrity den von den Portugiesen seit 1942 ausgebauten Flugplatz Lajes auf Terceira besetzten, taten sie dies auf der Basis einer im August 1943 ausgehandelten Vereinbarung mit den Portugiesen. Die Aktivitäten der portugiesischen Marine verlagerten sich von den Azoren wieder nach Europa, da diese Zuwendung zur Seite der West-Alliierten die Gefahr eines Vorstoßes der Achsenmächte gegen das kontinentale Portugal erhöhte, auch wenn die Regierung Salazar an derartige Fähigkeiten Deutschlands nicht mehr glaubte.

Nach dem Ende des Zweiten Weltkriegs kooperierte Portugal offen mit den Westmächten und gehörte zu den Gründungsmitgliedern der NATO. Die Schiffe der Vouga-Klasse wurde seit 1947 alle nacheinander bei Yarrow in Schottland modernisiert und erhielten in der NATO die Kennungen D 331 bis D 335. Im Zuge der Aufstände in den portugiesischen Kolonien erfolgten Einsätze bis nach Portugiesisch-Guinea. Ab 1957 wurden die Schiffe zur Verstärkung ihrer U-Boot-Abwehrfähigkeit nochmals modernisiert; die Douro war nicht von diesen Maßnahmen betroffen und wurde im Dezember 1959 als erstes Schiff der Klasse endgültig außer Dienst gestellt. Als letztes Schiff wurde im Juni 1967 dann die Vouga außer Dienst gestellt, so dass das jüngste Schiff das erste außer Dienst war und das erste Schiff schließlich das letzte im Dienst der portugiesischen Marine war.

### Die Schiffe der Klasse
| Name              | Baubeginn | Stapellauf | fertig     | No.   | Dienstzeit                                       |
| ----------------- | --------- | ---------- | ---------- | ----- | ------------------------------------------------ |
| Vouga             | 10.1931   | 25.01.1933 | 24.06.1933 | D 334 | BauN°1624 Yarrow, 3. Juni 1967 gestrichen        |
| Lima              | 10.1931   | 29.05.1933 | 12.10.1933 | D 333 | BauN°1625 Yarrow, 16. Oktober 1965 gestrichen    |
| Antioquia ex Tejo | 1932      | 10.05.1933 | 02.1934    |       | 14. Mai 1934 in Kolumbien, 23. Januar 1961 a. D. |
| Caldas ex Douro   | 1932      | 18.11.1933 | 04.1934    |       | 14. Mai 1934 in Kolumbien, 3. März 1961 a. D.    |
| Dão               | 1933      | 30.07.1934 | 5.01.1935  | D 331 | 9. November 1960 gestrichen                      |
| Tejo              | 1934      | 4.05.1935  | 12.10.1935 | D 335 | 9. Februar 1965 gestrichen                       |
| Douro             | 1934      | 16.08.1935 | 11.03.1936 | D 332 | Dezember 1959 gestrichen                         |

## Die Zerstörer für Kolumbien

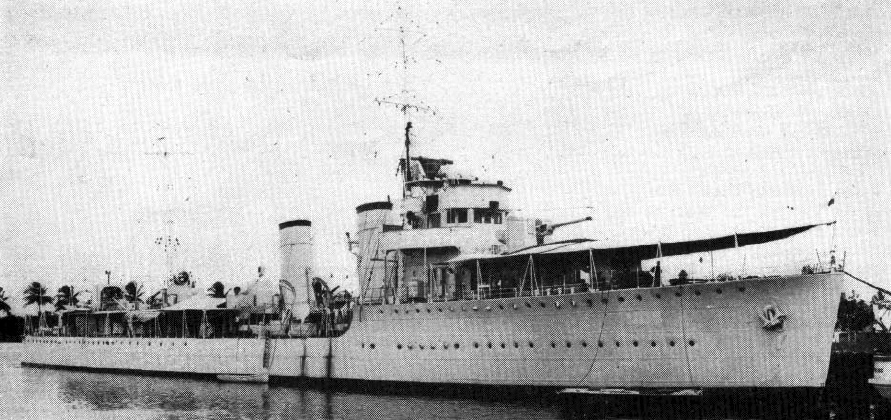
Die Caldas

Noch auf den Helligen wurden die beiden ersten Schiffe der in Portugal zu bauenden Schiffe am 27. März 1933 durch Vermittlung der britischen Bauwerft nach Kolumbien verkauft. Das erste Schiff lief am 10. Mai 1933 als Antioquia vom Stapel und wurde im Februar 1934 fertig, es folgte die am 18. November 1933 vom Stapel gelaufenen Caldas. Als sie im April 1934 fertig wurde, verpflichteten die britischen Vermittler Überführungsmannschaften, welche die beiden Zerstörer bis zum 14. Mai 1934 nach Kolumbien überführten. Benannt waren die Zerstörer nach den Departamentos de Antioquia und de Caldas.

Der im Herbst 1932 ausgebrochene Kolumbianisch-Peruanische Krieg im Gebiet um den Amazonashafen Leticia hatte den Wiederaufbau einer kolumbianischen Marine bewirkt, da die peruanische Marine eine Unterstützung des Kampfes über den Amazonas im Atlantik unterbinden wollte. Kolumbien hatte neben den beiden Zerstörern auch noch zwei ehemalige deutsche Minensuchboote gekauft, die französische Besatzungen zum brasilianischen Hafen Belem überführten, wo sie die kolumbianische Marine am 24. Februar 1933 als Patrouillen- und Flusskanonenboote Bogotá und Córdoba übernahm. Am 5. März wurde in Belem auch noch die amerikanische Yacht Flying Fox übernommen. Der Zwei-Schornsteiner von 125 t mit dem Aussehen eines Torpedoboots wurde als Kanonenboot Mariscal Sucre übernommen.
Der Krieg mit Peru war seit dem 24. Mai 1933 durch einen Waffenstillstand zum Erliegen gekommen und endete im Mai 1934 mit einem Friedensvertrag, der die Gebietszugehörigkeiten der Vorkriegszeit wiederherstellte und Zugangs-, Zoll- und Handelsfragen regelte.
Kolumbien blieb bei Ausbruch des Zweiten Weltkriegs neutral, zumal sich der Krieg bis 1941 im Wesentlichen auf Europa beschränkte. Nach dem Angriff auf Pearl Harbor brach das Land die diplomatischen Beziehungen zu den Achsenmächten ab und begann eine engere Zusammenarbeit mit den USA, um am 23. November 1943 dem Krieg auf Seiten der Alliierten beizutreten. Ab diesem Zeitpunkt war die kolumbianische Marine an den Patrouillenfahrten der Alliierten in der Karibik und vor dem Panamakanal beteiligt und setzte hierzu die beiden Zerstörer ein.
Während der Sicherung eines Tankers auf dem Weg nach Panama entdeckte die Caldas am 29. März 1944 ein U-Boot. Der Angriff des Zerstörers auf das U-Boot wurde in der Presse dargestellt, allerdings entkam U 154 diesem Angriff.

Die beiden Zerstörer wurden in den 1950er-Jahren in den USA überholt und auf US-Waffen umgerüstet. Ereignisse der Rückreise der Caldas aus der in Mobile erfolgten Überholung sind Gegenstand der authentische Erzählung Bericht eines Schiffbrüchigen (Originaltitel: Relato de un náufrago) von Gabriel García Márquez aus dem Jahre 1955. 1961 wurden die beiden Zerstörer gestrichen.

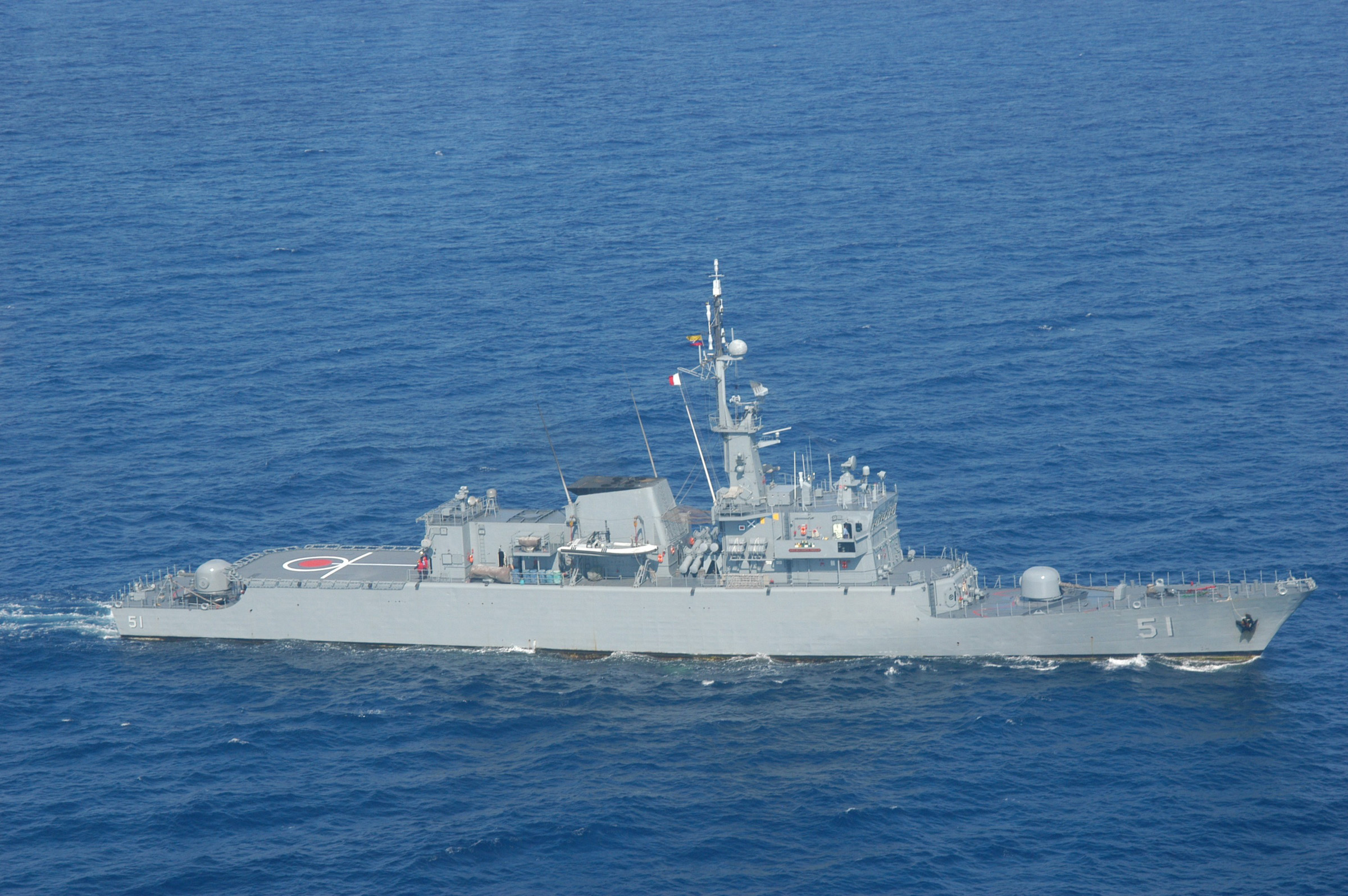
Das Typschiff der aktuellen Caldas und Antioquia

Den Namen ARC Antioquia führte von 1961 bis 1973 die ehemalige USS Hale (DD-642) der Fletcher-Klasse, den Namen ARC Caldas von 1972 bis 1977 die USS Willard Keith (DD-775) der Allen-M.-Sumner-Klasse.

Seit 1984 tragen zwei Fregatten der Almirante-Padilla-Klasse vom Typ FS 1500 der HDW die Namen Caldas (FM-52) und Antioquia (FL 53).